# Augusta María de Holstein-Gottorp
Augusta María de Schleswig-Holstein-Gottorp (Schleswig, 6 de febrero de 1649-Durlach, 25 de abril de 1728) fue una noble alemana perteneciente a la Casa de Holstein-Gottorp. Fue princesa de Schleswig-Holstein-Gottorp y, por matrimonio, margravina de Baden-Durlach.

## Biografía
Era la última hija del duque Federico III de Schleswig-Holstein-Gottorp (1597-1659) y de su esposa, la princesa María Isabel de Wettin (1610-1684), hija del elector Juan Jorge I de Sajonia y de la princesa Magdalena Sibila de Prusia. Era, además, la hermana menor de la reina consorte Eduviges Leonor de Suecia y del duque Cristián Alberto.
En 1677, su marido sucedió a su suegro en el margraviato de Baden-Durlach, pasando la princesa Augusta María a ser margravina consorte.
Presionado por el francés Luis XIV, su marido participó en la guerra de sucesión bávara hasta 1688, cuando fue expulsado con su familia (incluida Augusta María) de sus tierras. Con la Paz de Rijswijk de 1697, la población del margraviato había disminuido una cuarta parte y la prosperidad fue destruida; sin embargo, Federico VII Magno ganó el título de margrave de Basilea, donde él y su familia se habían refugiado. Después regresaron a Durlach, donde no encontraron ni un solo castillo donde vivir. Luego, Federico VII Magno participó en la guerra de sucesión española, que alojó parte de la lucha en sus propias tierras. El margrave y su esposa tuvieron que huir por segunda vez a Basilea. Federico Magno murió en 1709. Con la paz de 1714, su esposa regresó a Durlach y murió en 1728.

## Matrimonio y descendencia
El 15 de mayo de 1670, la princesa Augusta María se casó en Husum con el futuro margrave Federico VII Magno de Baden-Durlach, hijo del reinante margrave Federico VI de Baden-Durlach y de la condesa palatina Cristina Magdalena de Kleeburg. De este matrimonio nacieron 11 hijos:
- Federico Magno (1672-1672).
- Federica Augusta (1673-1674).
- Cristina Sofía (1674-1676).
- Claudia Magdalena Isabel (1675-1676).
- Catalina (1677-1746), casada en 1701 con el conde Juan Federico de Leiningen-Hartenburg (1661-1722).
- Carlos III Guillermo (1679-1738), margrave de Baden-Durlach (1709-1738).
- Juana Isabel (1680-1757), casada en 1697 con el duque Eberardo Luis de Wurtemberg (1676-1733).
- Albertina Federica (1682-1755), casada en 1704 con el príncipe Cristián Augusto de Schleswig-Holstein-Gottorp (1673-1726), príncipe-obispo de Lübeck desde 1705; fueron, además, los padres del rey Adolfo Federico I de Suecia y los abuelos de la zarina Catalina II de Rusia.
- Cristóbal (1684-1723).
- Carlota Sofía (1686-1689).
- Mariana (1688-1689).